# Amósis I
Amósis ou Amés foi o primeiro faraó da XVIII dinastia egípcia, que inaugura um dos períodos mais famosos da história do Antigo Egito conhecido como o Novo Império, onde se inserem personalidades como Hatexepsute, Amenófis III e Aquenáton. Governou cerca de vinte e cinco anos, entre 1580 e 1558 a.C. ou entre 1550 e 1525 a.C. para outros historiadores. É identificado por alguns estudiosos como o suposto faraó "que não conhecia José" mencionado em Êxodo 1:8.

## Biografia
Neto da rainha Teticheri, era filho de Taá II e da rainha Aotepe I. Sucedeu ao seu irmão mais velho Camés como rei de Tebas. Deveria ter cerca de dez anos quando se tornou rei, razão pela qual a sua mãe foi co-regente até Amósis atingir os quinze ou dezesseis anos.
A região do Delta do Egito tinha sido dominada desde 1640 a.C. pelos Hicsos, um povo de origem asiática, que chegaria a fundar uma dinastia. No sul do Egito, em Tebas, uma dinastia nacional governaria a par da dinastia estrangeira. Os últimos soberanos desta dinastia (a XVII) decidiram combater os Hicsos com o objectivo de expulsá-los do território nacional. Amósis continuou o trabalho que tinha sido começado pelo seu pai e irmão na expulsão daquele povo.
No ano 6 do seu reinado Amósis tomou a cidade de Ávaris, capital dos Hicsos. O seu exército não se contentou com este acto, tendo optado por penetrar na Palestina, onde durante três anos cercou a cidade de Saruém, que acabaria por ser tomada pelos egípcios.
Depois de afastados os Hicsos, Amósis teve que lidar com problemas a sul, na região da Núbia. Três campanhas militares levaram à submissão do Reino de Cuxe, que tinha apoiado os Hicsos.
Amósis foi casado com a sua irmã ou meia-irmã, a rainha Amósis-Nefertari, umas das figuras femininas mais importantes da XVIII dinastia.
A actividade construtora do monarca centrou-se na região do Alto Egito, em particular em Tebas. Em Abido ordenou a construção de um cenotáfio dedicado à sua avó. A actividade mineira no Sinai foi restabelecida (minas de turquesa), assim como os contactos comerciais com Biblos.
Desconhecem-se muitos pormenores do seu reinado devido à falta de documentos. Uma das fontes que melhor permite conhecer a actuação militar do rei é a biografia de Amósis (filho de Abana), um dos oficiais do seu exército.